# 苹果园街道 (北京市)
苹果园街道是中国北京市石景山区下辖的一个街道。

## 行政区划
苹果园街道共辖22个社区，分别是：
西黄村社区、海特花园第一社区、海特花园第二社区、八大处社区、西井社区、苹二区社区、海特花园第三社区、苹一区社区、军区装备部大院社区、琅山村社区、下庄社区、三疗社区、苹三区社区、苹四区社区、边府社区、军区大院第一社区、军区大院第二社区、西黄新村社区、西山枫林第一社区、西山枫林第二社区、西黄村东里社区、西黄村西里社区。

## 公共交通
- 西黄村站（6号线）
- 杨庄站（6号线）
- 苹果园站（6号线、S1线）
- 福寿岭站（1号线，预计2024年开通）